# Cơ dưới gai
 Trong giải phẫu người, Cơ dưới gai (tiếng Anh: infraspinatus muscle; tiếng Pháp: Le muscle infra-épineux, hoặc sous-épineux) là cơ dày, hình tam giác, chiếm phần lớn không gian của hố dưới gai. Là một trong bốn cơ chóp xoay, chức năng chính của cơ dưới gai là xoay ngoài cánh tay và làm ổn định khớp ổ chảo - cánh tay

## Cấu trúc
Cơ có nguyên ủy từ phía trong của hố dưới gai xương vai, đi theo hướng ra ngoài và bám tại diện giữa mấu chuyển lớn của xương cánh tay.
Cơ phát sinh từ hai phần ba trong hố dưới gai. Mạc dưới gai bao trùm cơ, ngăn cách với cơ tròn lớn và cơ tròn bé.
Các sợi hội tụ tạo thành một đường gân, đi lướt qua bờ ngoài gai vai và đi qua phía sau bao khớp vai, bám vào diện giữa mấu chuyển lớn của xương cánh tay.

### Liên quan
Gân của cơ này đôi khi tách biệt khỏi bao khớp vai bằng một túi hoạt dịch, có thể thông với ổ khớp.

### Chi phối thần kinh
Thần kinh trên gai chi phối cơ trên gai và cơ dưới gai. Cơ trên gai thì khép còn cơ dưới gai thì xoay cánh tay.

### Biến thể
Cơ dưới gai thường hợp nhất với cơ tròn bé.

## Chức năng
cơ dưới gai là cơ chính thực hiện động tác xoay ngoài cánh tay. Khi cánh tay được cố định, cơ có chức năng khép góc dưới của xương vai. Cơ hiệp đồng là có tròn bé và cơ delta.
cơ dưới gai và cơ tròn bé xoay đầu của xương cánh tay ra ngoài.
Ngoài ra, cơ dưới gai làm ổn định khớp ổ chảo - cánh tay.

## Ở động vật
Trong một phối cảnh tiến hóa, cơ ngực lớn và cơ ngực bé được cho là đã tiến hóa từ một tấm cơ nguyên thủy kết nối mỏm quạ với xương cánh tay. Ở bò sát thời kỳ muộn và động vật có vú thời kỳ sớm, các cấu trúc cơ nêu trên biến đổi ở mặt lưng. Trong khi hầu hết các thành phần của tấm cơ tiến hóa thành cơ ngực lớn, một số sợi cơ cuối cùng gắn vào xương vai và tiến hóa thành cơ trên gai, cơ dưới gai và các phần của cơ dưới vai.

## Hình ảnh bổ sung
- Cơ dưới gai (màu đỏ). Hình động.
- Cơ mặt sau xương vai, Cơ dưới gai được đánh dấu số 8 (nhìn từ sau).
- Cơ dưới gai
- Cơ dưới gai
- Xương vai trái. Mặt sau.
- Xương cánh tay trái. Nhìn từ sau.
- Cơ dưới gai